# Carballo
Carballo est une municipalité de la province de La Corogne située dans le nord ouest de l'Espagne, faisant partie de la communauté autonome de Galice.

## Lieux et monuments
- Dolmen de Pedra Moura

## Personnalités
- Matilde Giménez chanteuse de flamenco, née dans la commune.

## Jumelage
L'Isle-Jourdain (Gers) (France)